# Gustaf Thunström
Gustaf Thunström, född i Stockholm, var en svensk bildhuggare verksam i slutet av 1700-talet.
Han var från 1788 gift med Anna Christina Moberg. Thunström fick troligen sin utbildning till bildhuggare i Stockholm. Han var därefter verksam som bildhuggare i slutet av 1780-talet och hela 1790-talet i Göteborg. För stadsarkitekten Carl Wilhelm Carlberg snidade han en urna som skulle ingå i Carlbergs fontän vid Kungsporten i Göteborg. Efter Carlbergs ritningar snidade han åtskilliga möbler för Gunnebo i Mölndal varav några finns bevarade. Han flyttade till Jönköping hösten 1799 där han etablerade en bildhuggeriverkstad.   